# Museo dell'Opera Pia Purgatorio ad Arco
Il Museo dell'Opera Pia Purgatorio ad Arco è un museo di Napoli situato all'interno della chiesa di Santa Maria delle Anime del Purgatorio ad Arco.
Il museo espone per lo più oggetti liturgici, databili dal XVI al XIX secolo. Inoltre sono visibili anche paramenti, calici, libri, suppellettili delle celebrazioni ed alcune tele del Seicento napoletano. Fanno parte del museo dell'Opera anche gli spazi sottostanti la chiesa

## Descrizione
Il museo è allestito negli ambienti interni della chiesa, più precisamente nella sacrestia e nell'oratorio dell'Immacolata. Il piccolo museo fu realizzato sotto la volontà del professor Nicola Spinosa, sopraintendente per il polo museale di Napoli, con l'intento di dare una migliore collocazione agli oggetti esposti, fino a quel tempo conservati all'interno degli armadi della sacrestia.

### Chiesa
Nella sacrestia presenti arredi mobiliari della prima metà dell'Ottocento, eseguiti da Michele Guggenberger su disegno di Michelangelo del Gaiso. Gli argenti ivi esposti sono invece databili dal Seicento all'Ottocento e sono per lo più calici, una croce d'altare, una pisside, turiboli, lampade ed ostensori.
Sia nella sacrestia che nell'oratorio sono altresì esposti alcuni dipinti del Seicento e Settecento, come una copia del dipinto di Luis de Morales raffigurante la Madonna della Purità, oggi conservato presso gli ambienti interni della basilica di San Paolo Maggiore di Napoli. Altri dipinti presenti sono un Sant'Aniello che scaccia i Saraceni da Napoli di Fabrizio Santafede, un San Sebastiano curato da un angelo attribuito a Giacomo Farelli, un'Assunta di Paolo De Matteis, un San Gennaro in gloria di Alessio D'Elia ed un'Immacolata autografa e datata 1748 di Michelangelo Buonocore (allievo del sopracitato De Matteis).

### Ipogeo
Sulla sinistra del portale della chiesa, da una botola si accede ad un ambiente sotterraneo delle stesse dimensioni della chiesa costituente un luogo di culto anteriore alla chiesa delle Anime del Purgatorio. Il pavimento è stato realizzato dai fratelli Giuseppe e Donato Massa mentre l'altare in piperno risale al XVIII secolo. A sinistra vi è un corridoio decorato con teschi che dà accesso alla tomba di Giulio Mastrilli. Questo secondo ambiente sotterraneo fungeva da ipogeo, con teschi e spazi destinati alla sepoltura di corpi umani. Uno di questi teschi richiama il ricordo dell'anima di Lucia, morta in un naufragio insieme al suo sposo: a questa figura viene richiesta grazie e intercessioni e vengono offerti fiori e foto dei familiari come ex voto.